# ゴールデンラズベリー賞
ゴールデンラズベリー賞（ゴールデンラズベリーしょう、英: Golden Raspberry Award）は、アメリカの映画賞。毎年、アカデミー賞授賞式の前夜に「最低」の映画を選んで表彰するもので、ラジー賞（Razzies）とも呼ばれている。

## 歴史
UCLAから映像製作・映画宣伝の道に進んだジョン・J・B・ウィルソンにより1981年に創設された。
初期は正真正銘のB級映画が各部門受賞を独占することが多かったが、近年は、輝かしい実績があるにもかかわらずどうしようもない役柄を演じてしまった俳優や、前評判と実際の出来のギャップが著しい大作などが受賞する傾向にある。
この賞自体が一種のユーモア（洒落）であり、本当にくだらない、つまらない作品を選ぶ場合もあるが、一方で出来はよいが惜しい作品や、強烈なカリスマ性や異色性が強すぎて一般ウケしない作品に与えられることもあり、この受賞がきっかけで衆目を集め、意外によく出来た面白い作品として評価されることがある。
また、俳優に与えられる賞も、必ずしも酷い演技をした役者が受賞するわけではなく、第1回の『ジャズ・シンガー』で受賞したニール・ダイアモンドは同じ作品でラジー賞とゴールデングローブ賞を同時受賞している。
また、上述のように一種のジョーク賞であることから、受賞した作品が「一般受け」はしないが、マニアからは「カルト映画」と評価される場合もある（『フォード・フェアレーンの冒険』『ハドソン・ホーク』『ショーガール』など）。
なお、ジョージ・W・ブッシュ大統領を激しく批判する内容で製作され、そのブッシュ大統領が最低主演男優賞を獲得した『華氏911』や、狙いそのままに「最優秀頭からっぽティーン向け作品賞」を受賞した『ジャッカス・ザ・ムービー』のように、遠回しに正の評価を贈られた作品も希ながらある。
第32回（2011年度）には『ジャックとジル』が初の全部門制覇を果たしている。
2023年1月25日、事務局は第43回（2022年度）の最低女優賞候補としていたライアン・キーラ・アームストロングのノミネートを撤回して謝罪した。アームストロングは12歳で「炎の少女チャーリー」（リメイク版）で主演を務めていたが、将来のキャリアを台無しにしかねないとして批判を受けていた。

## 名称
「野次」を意味する「Razz」から命名された「Razzie Award」が正式な賞名であるが、「Razz」のもうひとつの意味である「Raspberry」（ラズベリー：木イチゴ）の実を模したトロフィーのデザインにより「Golden Raspberry Award」とも呼ばれる。
また、英語の「ラズベリータルト」（raspberry tart）が「fart」（おなら） と韻を踏んでいることから、ラズベリーはおならをまねた音、すなわちブーイングの音を指すようになった。賞の名はこのことにも掛かっている。
トロフィーは、ゴルフボールで作ったラズベリーを金色に塗装し8mmフィルム缶に乗せ、木目の入った台所用壁紙を巻いてタイトルを貼り付けただけの貧乏臭いデザインである。制作価格はわずか4ドル79セントほどと言われるが、近年は8mmフィルムが市場から姿を消しつつあるため手に入りにくく、価格は上昇傾向にある。　

## 選考
ラジー賞は米映画アカデミーの会員による投票・審査で受賞が決定されるアカデミー賞と同じく、「ゴールデンラズベリー賞財団」の会員による投票で受賞作品を決定する。ただし実績ある映画業界人によるアカデミーと違い、ラジー賞選考には一般の映画ファンが小額の会費（2013年現在、新規会員は40ドル）を払うだけで投票権を有する事もできる。また、2作品が同一部門で受賞する事もある。
主要部門は毎年変わらないが、その年だけの部門が作られているのも、ラジー賞の特徴である。
第35回（2014年度）には名誉挽回賞（The Razzie Redeemer Award）が新設された。これはラジー賞の常連や、ラジー賞を受賞したことで有名な俳優や監督を対象とし、その年にアカデミー賞ノミネートなどの功績を挙げて「名誉挽回」した者に贈られる特殊な賞である。新設された2014年度は事あるごとに酷評される『ジーリ』のベン・アフレックが、2015年度はラジー賞のチャンピオンとまで称されたシルヴェスター・スタローンが受賞した。
第36回（2015年度）には商業的にも批評的にも失敗した作品を対象とするバリー・L・バムステッド賞（Barry L. Bumstead Award）が新設された。これはゴールデングローブ賞におけるセシル・B・デミル賞のパロディである。
一方、第42回（2021年度）では、特別賞として「2021年公開映画で見せたブルース・ウィリスの最低演技賞」が設けられ、ウィリスを特別に腐す趣向が設けられたが、その4日後にウィリスが失語症を理由に俳優業からの引退を公表したことを受けて、これら賞の撤回を行っている。同様に、第1回において最低主演女優賞にノミネートされたシェリー・デュヴァル（『シャイニング』）に対しても、現在ではスタンリー・キューブリックによって精神的に追い詰められていたことがわかっており、今回のウィリスへの対応に合わせて彼女へのノミネートも同様に撤回されることが公表された。

## 授賞式
例年、本家アカデミー賞の授賞式の前日に授賞式が開催されていたが、第32回のラジー賞はノミネート発表がアカデミー賞前日の2012年2月25日、授賞式はエイプリルフールの同年4月1日に行われた。第33回ラジー賞の授賞式は再びアカデミー賞の前日に戻り、ノミネート発表が2013年1月9日、授賞式が同年2月23日（現地時間）に行われた。
賞の意味合いからトロフィーを受け取りにくる者はほとんどいないが、第8回でラジー史上初めてトロフィーが受賞者の手に渡っている。当年、『ビル・コスビーのそれ行けレオナルド』で3部門受賞したビル・コスビーは、授賞式に出席はしなかったが作品の失敗を自ら認めており、のちに出演したテレビ番組の中でそのトロフィーを受け取った。

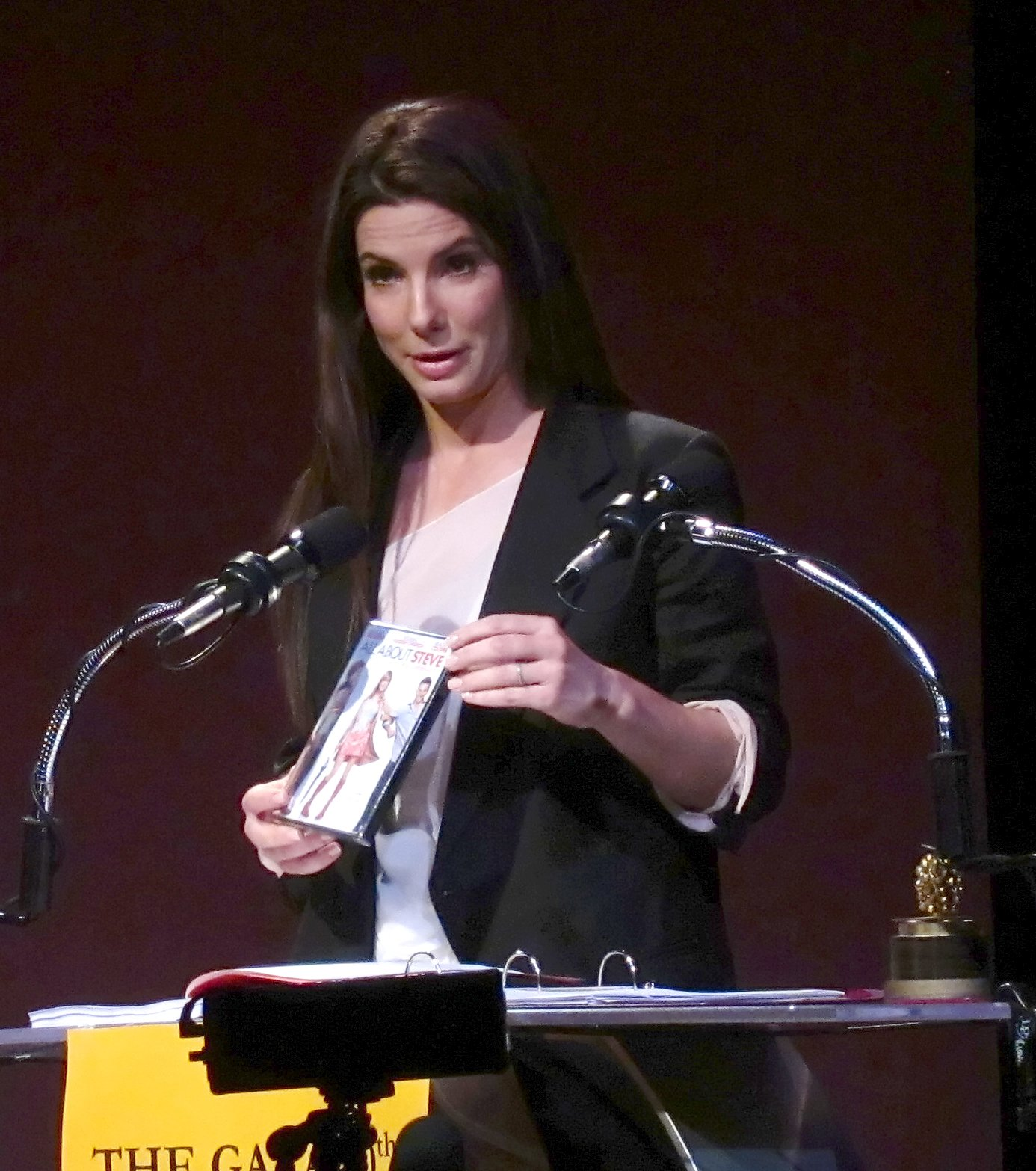
第30回授賞式に出席したサンドラ・ブロック

授賞式でのトロフィー授与が初めて実現したのは第16回授賞式で、最低作品賞・監督賞など7部門を受賞した『ショーガール』のポール・バーホーベン監督が出席し、「蝶からサナギになった気分だ」とコメントした。以降、第22回の授賞式には最低作品賞・監督賞など5部門を受賞した『フレディのワイセツな関係』の監督・主演のトム・グリーンが、第25回の授賞式には『キャットウーマン』（最低作品賞・監督賞など4部門受賞）で最低主演女優賞を受賞したハル・ベリーらが出席し、その懐の深さに授賞式参加者は満場の喝采を贈った。
特にハル・ベリーは『チョコレート』で受賞したオスカー像を持参して左手に持ち、右手にはラジー像を抱えてアカデミー賞主演女優賞を受賞した際の自身のスピーチのパロディを演じ切り、涙まで流して見せたことで聴衆から大喝采を得た。子供のころに母親から「胸を張って負け犬になれない者は、勝者にもなれない」と言われたことが出席した理由だと語った。
第30回では最低主演女優賞と最低スクリーンカップル賞を受賞したサンドラ・ブロックがハル・ベリー以来の授賞式出席を行ったが、彼女はアカデミー賞の主演女優賞にも選ばれ、史上初めて同じ年に両方の賞を受賞した。ただ、ブロックはこの際に「一つしかないオリジナルのトロフィー」を持ち帰ってしまっており（受賞者にはレプリカが渡されるが、受賞会場に受賞者が現れることはまれであるため、このようなハプニングが起こってしまった）、実行委員会がブロックに返却を求める事態となっている。

## 受賞作品（主要部門）

### 1980年（第1回）
- 最低作品賞：『ミュージック・ミュージック』
- 最低監督賞：ロバート・グリーンウォルド（『ザナドゥ』）
- 最低主演男優賞：ニール・ダイアモンド（『ジャズ・シンガー』）
- 最低主演女優賞：ブルック・シールズ（『青い珊瑚礁』）
- 最低助演男優賞：ジョン・アダメス（『グロリア』）、ローレンス・オリヴィエ（『ジャズ・シンガー』）
- 最低助演女優賞：エイミー・アーヴィング（『忍冬の花のように』）
- 最低脚本賞：ブロント・ウッダード、アラン・カー（『ミュージック・ミュージック』）
- 最低主題歌賞："The Man with Bogart's Face"（『The Man with Bogart's Face』）

### 1981年（第2回）
- 最低作品賞：『愛と憎しみの伝説』
- 最低監督賞：マイケル・チミノ（『天国の門』）
- 最低主演男優賞：クリントン・スピルスベリー（『ローン・レンジャー』）
- 最低主演女優賞：ボー・デレク（『類猿人ターザン』）、フェイ・ダナウェイ（『愛と憎しみの伝説』）
- 最低助演男優賞：スティーヴ・フォレスト（『愛と憎しみの伝説』）
- 最低助演女優賞：ダイアナ・スカーウィッド（『愛と憎しみの伝説』）
- 最低新人俳優賞：クリントン・スピルズバリー（『ローン・レンジャー』）
- 最低脚本賞：フランク・ヤブランス、フランク・ペリー、トレイシー・ホッチナー、ロバート・ゲッチェル（『愛と憎しみの伝説』）
- 最低音楽賞：ジョン・バリー（『ローン・レンジャー』）
- 最低主題歌賞："Baby Talk"（『結婚しない男』）

### 1982年（第3回）
- 最低作品賞：『インチョン!』
- 最低監督賞：テレンス・ヤング（『インチョン!』）、ケン・アナキン（『パイレーツ・ムービー/恋のしおかぜ』）
- 最低主演男優賞：ローレンス・オリヴィエ（『インチョン!』）
- 最低主演女優賞：ピア・ザドラ（『Butterfly』）
- 最低助演男優賞：エド・マクマホン（『Butterfly』）
- 最低助演女優賞：アイリーン・クイン（『アニー』）
- 最低新人俳優賞：ピア・ザドラ（『Butterfly』）
- 最低脚本賞：ロビン・ムーア、レアード・コーニグ（『インチョン!』）
- 最低音楽賞：キット・ヘイン（『パイレーツ・ムービー/恋のしおかぜ』）
- 最低主題歌賞："Pumpin' and Blowin'"（『パイレーツ・ムービー/恋のしおかぜ』）

### 1983年（第4回）
- 最低作品賞：『The Lonely Lady』
- 最低監督賞：ピーター・サスディ（『The Lonely Lady』）
- 最低主演男優賞：クリストファー・アトキンズ（『ナイト・イン・ヘブン』）
- 最低主演女優賞：ピア・ザドラ（『The Lonely Lady』）
- 最低助演男優賞：ジム・ネイバース（『ストローカーエース』）
- 最低助演女優賞：シビル・ダニング（『チェーンヒート』『超人ヘラクレス』）
- 最低新人俳優賞：ルー・フェリグノ（『超人ヘラクレス』）
- 最低脚本賞：エレン・シェパード、ジョン・カーショウ、ショーン・ランデル（『The Lonely Lady』）
- 最低音楽賞：チャールズ・カレロ、ジェフ・ハリントン、J・ペンニグ、ロジャー・ヴォードリス（『The Lonely Lady』）
- 最低主題歌賞："The Way You DO It"（『The Lonely Lady』）

### 1984年（第5回）
- 最低作品賞：『ボレロ/愛欲の日々』
- 最低監督賞：ジョン・デレク（『ボレロ/愛欲の日々』）
- 最低主演男優賞：シルヴェスター・スタローン（『クラブ・ラインストーン/今夜は最高!』）
- 最低主演女優賞：ボー・デレク（『ボレロ/愛欲の日々』）
- 最低助演男優賞：ブルック・シールズ（『サハラ』での男役として）
- 最低助演女優賞：リン＝ホリー・ジョンソン（『ボーイハント』）
- 最低新人俳優賞：オリヴィア・ダボ（『ボレロ/愛欲の日々』『キング・オブ・デストロイヤー/コナンPART2』）
- 最低脚本賞：ジョン・デレク（『ボレロ/愛欲の日々』）
- 最低音楽賞：ピーター・バーンスタイン、エルマー・バーンスタイン（『ボレロ/愛欲の日々』）
- 最低主題歌賞：ドリー・パートン "Drinkenstein"（『クラブ・ラインストーン/今夜は最高!』）

### 1985年（第6回）
- 最低作品賞：『ランボー/怒りの脱出』
- 最低監督賞：シルヴェスター・スタローン（『ロッキー4/炎の友情』）
- 最低主演男優賞：シルヴェスター・スタローン（『ランボー/怒りの脱出』『ロッキー4/炎の友情』）
- 最低主演女優賞：リンダ・ブレア（『ナイト・パトロール』『非情の島・女囚大脱走』『暴行都市』）
- 最低助演男優賞：ロブ・ロウ（『セント・エルモス・ファイヤー』）
- 最低助演女優賞：ブリジット・ニールセン（『ロッキー4/炎の友情』）
- 最低新人俳優賞：ブリジット・ニールセン（『レッドソニア』『ロッキー4/炎の友情』）
- 最低脚本賞：シルヴェスター・スタローン、ジェームズ・キャメロン（『ランボー/怒りの脱出』）
- 最低音楽賞：ヴィンス・ディコーラ（『ロッキー4/炎の友情』）
- 最低主題歌賞："Peace in Our Life"（『ランボー/怒りの脱出』）

### 1986年（第7回）
- 最低作品賞：『ハワード・ザ・ダック/暗黒魔王の陰謀』『プリンス/アンダー・ザ・チェリー・ムーン』
- 最低監督賞：プリンス（『プリンス/アンダー・ザ・チェリー・ムーン』）
- 最低主演男優賞：プリンス（『プリンス/アンダー・ザ・チェリー・ムーン』）
- 最低主演女優賞：マドンナ（『上海サプライズ』）
- 最低助演男優賞：ジェローム・ベントン（『プリンス/アンダー・ザ・チェリー・ムーン』）
- 最低助演女優賞：ドム・デルイーズ（『呪われたハネムーン』）
- 最低新人俳優賞：アヒルの着ぐるみを着て奮闘した6人の諸君（『ハワード・ザ・ダック/暗黒魔王の陰謀』）
- 最低脚本賞：ウィラード・ハイク、グロリア・カッツ（『ハワード・ザ・ダック/暗黒魔王の陰謀』）
- 最低主題歌賞：プリンス&ザ・レヴォリューション "♥ Or $ (Love or Money)"（『プリンス/アンダー・ザ・チェリー・ムーン』）
- 最低視覚効果賞：ILM（『ハワード・ザ・ダック/暗黒魔王の陰謀』）

### 1987年（第8回）
- 最低作品賞：『ビル・コスビーのそれ行けレオナルド』
- 最低監督賞：ノーマン・メイラー（『タフガイは踊らない』）、エレイン・メイ（『イシュタール』）
- 最低主演男優賞：ビル・コスビー（『ビル・コスビーのそれ行けレオナルド』）
- 最低主演女優賞：マドンナ（『フーズ・ザット・ガール』）
- 最低助演男優賞：デヴィッド・メンデンホール（『オーバー・ザ・トップ』）
- 最低助演女優賞：ダリル・ハンナ（『ウォール街』）
- 最低新人俳優賞：デヴィッド・メンデンホール（『オーバー・ザ・トップ』）
- 最低脚本賞：ビル・コスビー、ジョナサン・レイノルズ（『ビル・コスビーのそれ行けレオナルド』）
- 最低主題歌賞：ジョージ・マイケル "I Want Your Sex"（『ビバリーヒルズ・コップ2』）
- 最低視覚効果賞：ヘンリー・ミラー（『ジョーズ'87/復讐篇』）

### 1988年（第9回）
- 最低作品賞：『カクテル』
- 最低監督賞：ブレイク・エドワーズ（『キャデラック・カウボーイ』）、スチュワート・ラフィル（『マック』）
- 最低主演男優賞：シルヴェスター・スタローン（『ランボー3/怒りのアフガン』）
- 最低主演女優賞：ライザ・ミネリ（『ミスター・アーサー2』『レンタ・コップ』）
- 最低助演男優賞：ダン・エイクロイド（『ボールズ・ボールズ2/成金ゴルフマッチ』）
- 最低助演女優賞：クリスティ・マクニコル（『トゥー・ムーン』）
- 最低新人俳優賞：ロナルド・マクドナルド（『マック』）
- 最低脚本賞：ヘイウッド・グールド（『カクテル』）
- 最低主題歌賞：フル・フォース "Jack Fresh"（『ボールズ・ボールズ2/成金ゴルフマッチ』）

### 1989年（第10回）
- 最低作品賞：『スタートレックV 新たなる未知へ』
- 最低監督賞：ウィリアム・シャトナー（『スタートレックV 新たなる未知へ』）
- 最低主演男優賞：ウィリアム・シャトナー（『スタートレックV 新たなる未知へ』）
- 最低主演女優賞：ヘザー・ロックリア（『怪人スワンプシング』）
- 最低助演男優賞：クリストファー・アトキンズ（『青春!ケンモント大学』）
- 最低助演女優賞：ブルック・シールズ（『キャノンボール3 新しき挑戦者たち』）
- 最低脚本賞：エディ・マーフィ（『ハーレム・ナイト』）
- 最低主題歌賞："Bring Your Daughter to The Slaughter"（『エルム街の悪夢5 ザ・ドリームチャイルド』）

#### 10周年特別賞
- 10年間の最低作品賞：『愛と憎しみの伝説』[注 2]
- 10年間の最低男優賞：シルヴェスター・スタローン（『コブラ』『ロックアップ』『オーバー・ザ・トップ』『ランボー/怒りの脱出』『ランボー3/怒りのアフガン』『クラブ・ラインストーン/今夜は最高!』『ロッキー4/炎の友情』『デッドフォール』）
- 10年間の最低女優賞：ボー・デレク（『ボレロ/愛欲の日々』『類猿人ターザン』）
- 10年間の最低新人賞：ピア・ザドラ（『Butterfly』『The Lonely Lady』）

### 1990年（第11回）
- 最低作品賞：『フォード・フェアレーンの冒険』『ゴースト・ラブ』
- 最低監督賞：ジョン・デレク（『ゴースト・ラブ』）
- 最低主演男優賞：アンドリュー・ダイス・クレイ（『フォード・フェアレーンの冒険』）
- 最低主演女優賞：ボー・デレク（『ゴースト・ラブ』）
- 最低助演男優賞：ドナルド・トランプ（『ゴースト・ラブ』）
- 最低助演女優賞：ソフィア・コッポラ（『ゴッドファーザー PART III』）
- 最低新人賞 ： ソフィア・コッポラ（『ゴッドファーザー PART III』）
- 最低脚本賞：ダニエル・ウォーターズ、ジェームズ・カップ、デヴィッド・アーノット（『フォード・フェアレーンの冒険』）
- 最低主題歌賞："He's Comin' Back (The Devil!)"（『裸の十字架を持つ男/エクソシストフォーエバー』）

### 1991年（第12回）
- 最低作品賞：『ハドソン・ホーク』
- 最低監督賞：マイケル・レーマン（『ハドソン・ホーク』）
- 最低主演男優賞：ケビン・コスナー（『ロビン・フッド』）
- 最低主演女優賞：ショーン・ヤング（『死の接吻』）
- 最低助演男優賞：ダン・エイクロイド（『絶叫屋敷へいらっしゃい』）
- 最低助演女優賞：ショーン・ヤング（『死の接吻』）
- 最低新人俳優賞：ヴァニラ・アイス（『クール・アズ・アイス』）
- 最低脚本賞：スティーヴン・E・デ・スーザ、ダニエル・ウォーターズ（『ハドソン・ホーク』）
- 最低主題歌賞：M.C.ハマー "Addams Groove"（『アダムス・ファミリー』）

### 1992年（第13回）
- 最低作品賞：『嵐の中で輝いて』
- 最低監督賞：デヴィッド・セルツァー（『嵐の中で輝いて』）
- 最低主演男優賞：シルヴェスター・スタローン（『刑事ジョー/ママにお手あげ』）
- 最低主演女優賞：メラニー・グリフィス（『嵐の中で輝いて』『刑事エデン/追跡者』）
- 最低助演男優賞：トム・セレック（『コロンブス』）
- 最低助演女優賞：エステル・ゲティ（『刑事ジョー/ママにお手あげ』）
- 最低新人俳優賞：ポーリー・ショア（『原始のマン』）
- 最低脚本賞：ブレイク・スナイダー、ウィリアム・オズボーン、ウィリアム・デイヴィス（『刑事ジョー/ママにお手あげ』）
- 最低主題歌賞："High Times, Hard Times"（『ニュースボーイズ/ぼくたちのわんぱく革命』）

### 1993年（第14回）
- 最低作品賞：『幸福の条件』
- 最低監督賞：ジェニファー・チェンバース・リンチ（『ボクシング・ヘレナ』）
- 最低主演男優賞：バート・レイノルズ（『コップ・アンド・ハーフ』）
- 最低主演女優賞：マドンナ（『BODY/ボディ』）
- 最低助演男優賞：ウディ・ハレルソン（『幸福の条件』）
- 最低助演女優賞：フェイ・ダナウェイ（『派遣秘書』）
- 最低新人俳優賞：ジャネット・ジャクソン（『ポエティック・ジャスティス/愛するということ』）
- 最低脚本賞：エイミー・ホールデン・ジョーンズ（『幸福の条件』）
- 最低主題歌賞："Addams Family (WHOOMP!)"（『アダムス・ファミリー2』）

### 1994年（第15回）
- 最低作品賞：『薔薇の素顔』
- 最低リメイク賞：『ワイアット・アープ』
- 最低監督賞：スティーヴン・セガール（『沈黙の要塞』）
- 最低主演男優賞：ケビン・コスナー（『ワイアット・アープ』）
- 最低主演女優賞：シャロン・ストーン（『わかれ路』『スペシャリスト』）
- 最低助演男優賞：O・J・シンプソン（『裸の銃を持つ男 PART33 1/3 最後の侮辱』）
- 最低助演女優賞：ロージー・オドネル（『パトカー54/応答せよ!』『フリントストーン/モダン石器時代』）
- 最低新人俳優賞：アンナ・ニコル・スミス（『裸の銃を持つ男 PART33 1/3 最後の侮辱』）
- 最低スクリーンカップル賞：トム・クルーズ&ブラッド・ピット（『インタビュー・ウィズ・ヴァンパイア』）、シルヴェスター・スタローン&シャロン・ストーン（『スペシャリスト』）
- 最低脚本賞：『フリントストーン/モダン石器時代』を寄ってたかって書き直しまくった35人もの人々
- 最低主題歌賞："Marry The Mole!"（『おやゆび姫 サンベリーナ』）

### 1995年（第16回）
- 最低作品賞：『ショーガール』
- 最低リメイク・続編賞：スカーレット・レター
- 最低監督賞：ポール・ヴァーホーヴェン（『ショーガール』）
- 最低主演男優賞：ポーリー・ショア（『陪審員だよ、全員集合!』）
- 最低主演女優賞：エリザベス・バークレー（『ショーガール』）
- 最低助演男優賞：デニス・ホッパー（『ウォーターワールド』）
- 最低助演女優賞：マドンナ（『フォー・ルームス』）
- 最低新人俳優賞：エリザベス・バークレー（『ショーガール』）
- 最低脚本賞：ジョー・エスターハス（『ショーガール』）
- 最低主題歌賞："Walk Into The Wind"（『ショーガール』）

### 1996年（第17回）
- 最低作品賞：『素顔のままで』
- 最低監督賞：アンドリュー・バーグマン（『素顔のままで』）
- 最低主演男優賞：トム・アーノルド（『スクール・ウォーズ/もうイジメは懲りごり!』『ドタキャン・パパ』『ステューピッド/おばかっち地球防衛大作戦』）、ポーリー・ショア（『バイオ・ドーム/ボクたち環境改善隊』）
- 最低主演女優賞：デミ・ムーア（『陪審員』『素顔のままで』）
- 最低助演男優賞：マーロン・ブランド（『D.N.A./ドクター・モローの島』）
- 最低助演女優賞：メラニー・グリフィス（『狼たちの街』）
- 最低新人俳優賞：パメラ・アンダーソン・リー（『バーブ・ワイヤー/ブロンド美女戦記』）
- 最低スクリーンカップル賞：デミ・ムーア&バート・レイノルズ（『素顔のままで』）
- 最低脚本賞：アンドリュー・バーグマン（『素顔のままで』）
- ジョー・エスターハス記念/興行収入1億ドル以上作品限定最低脚本賞：マイケル・クライトン、アン・マリー・マーティン（『ツイスター』）
- 最低主題歌賞："Pussy, Pussy, Pussy (Whose Kitty Cat Are You?)"（『素顔のままで』）

### 1997年（第18回）
- 最低作品賞：『ポストマン』
- 最低続編賞：『スピード2』
- 最低人命軽視と公共物破壊しまくり作品賞：『コン・エアー』
- 最低監督賞：ケビン・コスナー（『ポストマン』）
- 最低主演男優賞：ケビン・コスナー（『ポストマン』）
- 最低主演女優賞：デミ・ムーア（『G.I.ジェーン』）
- 最低助演男優賞：デニス・ロッドマン（『ダブルチーム』）
- 最低助演女優賞：アリシア・シルヴァーストーン（『バットマン&ロビン Mr.フリーズの逆襲』）
- 最低新人俳優賞：デニス・ロッドマン（『ダブルチーム』）
- 最低スクリーンカップル賞：デニス・ロッドマン&ジャン＝クロード・ヴァン・ダム（『ダブルチーム』）
- 最低脚本賞：エリック・ロス、ブライアン・ヘルゲランド（『ポストマン』）
- 最低音楽（歌）賞：『ポストマン』の挿入歌全部

### 1998年（第19回）
- 最低作品賞：『アラン・スミシー・フィルム』
- 最低リメイク賞：『アベンジャーズ』『GODZILLA』『サイコ』
- 最低監督賞：ガス・ヴァン・サント（『サイコ』）
- 最低主演男優賞：ブルース・ウィリス（『アルマゲドン』『マーキュリー・ライジング』『マーシャル・ロー』）
- 最低主演女優賞：スパイス・ガールズ（『スパイス・ザ・ムービー』）
- 最低助演男優賞：ジョー・エスターハス（『アラン・スミシー・フィルム』）
- 最低助演女優賞：マリア・ピティロ（『GODZILLA』）
- 最低新人俳優賞：ジョー・エスターハス（『アラン・スミシー・フィルム』に本人役で出演）、ジェリー・スプリンガー（『ジェリー・スプリンガー・ザ・ムービー/人の不幸はクセになる』）
- 最低スクリーンカップル賞：レオナルド・ディカプリオ&レオナルド・ディカプリオ（『仮面の男』の双子役で）
- ジョー・エスターハス記念/最低脚本賞：ジョー・エスターハス（『アラン・スミシー・フィルム』）
- 最低主題歌賞："I Wanna Be Mike Ovitz!"（『アラン・スミシー・フィルム』）
- 最低作品傾向賞：58歳の主演男優が28歳の主演女優に求愛するような少々イタいロマンス（『ダイヤルM』『6デイズ/7ナイツ』『グッドナイト・ムーン』などを参照のこと）

### 1999年（第20回）
- 最低作品賞：『ワイルド・ワイルド・ウェスト』
- 最低監督賞：バリー・ソネンフェルド（『ワイルド・ワイルド・ウエスト』）
- 最低主演男優賞：アダム・サンドラー（『ビッグ・ダディ』）
- 最低主演女優賞：ヘザー・ドナヒュー（『ブレア・ウィッチ・プロジェクト）
- 最低助演男優賞：ジャー・ジャー・ビンクス（『スター・ウォーズ エピソード1/ファントム・メナス』）
- 最低助演女優賞：デニス・リチャーズ（『007 ワールド・イズ・ノット・イナフ』）
- 最低スクリーンカップル賞：ケヴィン・クライン&ウィル・スミス（『ワイルド・ワイルド・ウエスト』）
- 最低脚本賞：『ワイルド・ワイルド・ウエスト』の脚本を書いた6人
- 最低主題歌賞："Wild Wild West"（『ワイルド・ワイルド・ウエスト』）

#### 特別大賞
- 1990年代最低作品賞：『ショーガール』[注 3]
- 20世紀最低主演男優賞：シルヴェスター・スタローン（彼が行ったすべてのことの99.5％に対して）
- 20世紀最低主演女優賞：マドンナ（『BODY/ボディ』『上海サプライズ』『フーズ・ザット・ガール』）
- 1990年代最低新人俳優賞：ポーリー・ショア（『バイオ・ドーム/ボクたち環境改善隊』『原始のマン』『陪審員だよ、全員集合!』）

### 2000年（第21回）
- 最低作品賞：『バトルフィールド・アース』
- 最低続編賞：『ブレアウィッチ2』
- 最低監督賞：ロジャー・クリスチャン（『バトルフィールド・アース』）
- 最低主演男優賞：ジョン・トラボルタ（『バトルフィールド・アース』『ラッキー・ナンバー』）
- 最低主演女優賞：マドンナ（『2番目に幸せなこと』）
- 最低助演男優賞：バリー・ペッパー（『バトルフィールド・アース』）
- 最低助演女優賞：ケリー・プレストン（『バトルフィールド・アース』）
- 最低スクリーンカップル賞：ジョン・トラボルタ&『バトルフィールド・アース』で一緒にスクリーンに映ってしまった人全部
- 最低脚本賞：コリー・マンデル、J・デビッド・シャピロ（『バトルフィールド・アース』）

### 2001年（第22回）
- 最低作品賞：『フレディのワイセツな関係』
- 最低リメイク賞：『PLANET OF THE APES/猿の惑星』
- 最低監督賞：トム・グリーン（『フレディのワイセツな関係』）
- 最低主演男優賞：トム・グリーン（『フレディのワイセツな関係』）
- 最低主演女優賞：マライア・キャリー（『グリッター きらめきの向こうに』）
- 最低助演男優賞：チャールトン・ヘストン（『キャッツ&ドッグス』『PLANET OF THE APES/猿の惑星』『フォルテ』）
- 最低助演女優賞：エステラ・ウォーレン（『ドリヴン』『PLANET OF THE APES/猿の惑星』）
- 最低スクリーンカップル賞：トム・グリーン&彼が陵辱した動物たち（『フレディのワイセツな関係』）
- 最低脚本賞：トム・グリーン、デレク・ハーヴィ（『フレディのワイセツな関係』）

### 2002年（第23回）
- 最低作品賞：『スウェプト・アウェイ』
- 最低リメイク賞：『スウェプト・アウェイ』
- 最優秀頭からっぽティーン向け作品賞：『ジャッカス・ザ・ムービー』
- 最低監督賞：ガイ・リッチー（『スウェプト・アウェイ』）
- 最低主演男優賞：ロベルト・ベニーニ（『ピノッキオ』）
- 最低主演女優賞：マドンナ（『スウェプト・アウェイ』）、ブリトニー・スピアーズ（『ノット・ア・ガール』）
- 最低助演男優賞：ヘイデン・クリステンセン（『スター・ウォーズ エピソード2/クローンの攻撃』）
- 最低助演女優賞：マドンナ（『007 ダイ・アナザー・デイ』）
- 最低スクリーンカップル賞：マドンナ&アドリアーノ・ジャンニーニ（『スウェプト・アウェイ』）
- 最低脚本賞：ジョージ・ルーカス、ジョナサン・ヘイルズ（『スター・ウォーズ エピソード2/クローンの攻撃』）
- 最低主題歌賞：ブリトニー・スピアーズ "I'm not a girl, Not yet a woman."（『ノット・ア・ガール』）

### 2003年（第24回）
- 最低作品賞：『ジーリ』
- 最低続編賞：『チャーリーズ・エンジェル フルスロットル』
- コンセプトが全てで中身空っぽ賞：『ハットしてキャット』
- 最低監督賞：マーティン・ブレスト（『ジーリ』）
- 最低主演男優賞：ベン・アフレック（『デアデビル』『ジーリ』『ペイチェック/消された記憶』）
- 最低主演女優賞：ジェニファー・ロペス（『ジーリ』）
- 最低助演男優賞：シルヴェスター・スタローン（『スパイキッズ3-D:ゲームオーバー』）
- 最低助演女優賞：デミ・ムーア（『チャーリーズ・エンジェル/フルスロットル』）
- 最低スクリーンカップル賞：ベン・アフレック&ジェニファー・ロペス（『ジーリ』）
- 最低脚本賞：マーティン・ブレスト（『ジーリ』）
- 審査員特別賞：アメリカン・スターにおけるトラヴィス・ペインによるダンス振り付けに対して

### 2004年（第25回）
- 最低作品賞：『キャットウーマン』
- 最低続編賞：『スクービー・ドゥー2/モンスター・パニック』
- 最低監督賞：ピトフ（『キャットウーマン』）
- 最低主演男優賞：ジョージ・W・ブッシュ（『華氏911』）
- 最低主演女優賞：ハル・ベリー（『キャットウーマン』）
- 最低助演男優賞：ドナルド・ラムズフェルド（『華氏911』）
- 最低助演女優賞：ブリトニー・スピアーズ（『華氏911』）
- 最低スクリーンカップル賞：ジョージ・W・ブッシュ&コンドリーザ・ライス、もしくは彼のペットのヤギさん[注 4]（『華氏911』）
- 最低脚本賞：テレサ・レベック、ジョン・ブランカトー、マイケル・フェリス、ジョン・ロジャース（『キャットウーマン』）

#### ラジー賞創設25周年特別大賞
- 歴代最低ドラマ作品賞：『バトルフィールド・アース』
- 歴代最低コメディ作品賞：『ジーリ』
- 歴代最低ミュージカル作品賞：『アメリカン・スター』
- 歴代最低ノミネート賞：アーノルド・シュワルツェネッガー（過去通算8つの賞にノミネートされるも1つも獲れず）

### 2005年（第26回）
- 最低作品賞：『Dirty Love』
- 最低続編賞：『マスク2』
- 最低監督賞：ジョン・アッシャー（『Dirty Love』）
- 最低主演男優賞：ロブ・シュナイダー（『デュース・ビガロウの旅ジゴロ』）
- 最低主演女優賞：ジェニー・マッカーシー（『Dirty Love』）
- 最低助演男優賞：ヘイデン・クリステンセン（『スター・ウォーズ エピソード3/シスの復讐』）
- 最低助演女優賞：パリス・ヒルトン（『蝋人形の館』）
- 最低スクリーンカップル賞：ウィル・フェレル&ニコール・キッドマン（『奥さまは魔女』）
- 最低脚本賞：ジェニー・マッカーシー（『Dirty Love』）
- 最低飽き飽きもう見たくもないゴシップネタ賞：トム・クルーズ&ケイティ・ホームズ、彼の奇行の舞台となったオプラ・ウィンフリー・ショーのソファー、もしくはプロポーズした舞台のエッフェル塔、2人の子宝騒動

### 2006年（第27回）
- 最低作品賞：『氷の微笑2』
- 最低主演女優賞：シャロン・ストーン（『氷の微笑2』）
- 最低主演男優賞：ショーン・ウェイアンズ、マーロン・ウェイアンズ（『最凶赤ちゃん計画』）
- 最低助演女優賞：カルメン・エレクトラ（『最'愛'絶叫計画』『最終絶叫計画4』）
- 最低助演男優賞：M・ナイト・シャマラン（『レディ・イン・ザ・ウォーター』）
- 最低監督賞：M・ナイト・シャマラン（『レディ・イン・ザ・ウォーター』）
- 最低スクリーンカップル賞：ショーン・ウェイアンズ&ケリー・ワシントンまたはマーロン・ウェイアンズ（『最凶赤ちゃん計画』）
- 最低リメイク賞：『最凶赤ちゃん計画』（『ドロボ〜ベイビー』のパクリ）
- 最低序章・続編賞：『氷の微笑2』
- 最低脚本賞：『氷の微笑2』（レオラ・バリッシュ、ヘンリー・ビーン、キャラクター考案：ジョー・エスターハス）
- 最低ファミリー映画賞：『RV』

### 2007年（第28回）
- 最低作品賞：『I Know Who Killed Me』
- 最低主演女優賞：リンジー・ローハン（『I Know Who Killed Me』）
- 最低主演男優賞：エディ・マーフィ（『マッド・ファット・ワイフ』のノービット役）
- 最低助演女優賞：エディ・マーフィ（『マッド・ファット・ワイフ』のラスプーティア役）
- 最低助演男優賞：エディ・マーフィ（『マッド・ファット・ワイフ』のMr.ウォン役）
- 最低監督賞：クリス・シルヴァートン（『I Know Who Killed Me』）
- 最低スクリーンカップル賞：リンジー・ローハン&リンジー・ローハン（『I Know Who Killed Me』）
- 最低リメイク及び盗作賞：『I Know Who Killed Me』（『ホステル』『ソウ』『パティ・デューク・ショウ』の盗作）
- 最低序章・続編賞：『チャーリーと18人のキッズ in ブートキャンプ』
- 最低脚本賞：ジェフリー・ハモンド（『I Know Who Killed Me』）
- ホラー映画と宣った最低作品賞：『I Know Who Killed Me』

### 2008年（第29回）
- 最低作品賞：『愛の伝道師 ラブ・グル』
- 最低男優賞：マイク・マイヤーズ（『愛の伝道師 ラブ・グル』）
- 最低女優賞：パリス・ヒルトン（『The Hottie and the Nottie』）
- 最低助演男優賞：ピアース・ブロスナン（『マンマ・ミーア!』）
- 最低助演女優賞：パリス・ヒルトン（『REPO! レポ』）
- 最低スクリーンカップル賞：パリス・ヒルトン&クリスティーン・レイキンまたはジョエル・デイヴィッド・ムーア（『The Hottie and the Nottie』）
- 最低監督賞：ウーヴェ・ボル（『T-フォース ベトコン地下要塞制圧部隊』『デス・リベンジ』『ポスタル』）
- 最低脚本賞：マイク・マイヤーズ、グラハム・ゴーディ（『愛の伝道師 ラブ・グル』）
- 最低リメイク及び続編賞：『インディ・ジョーンズ/クリスタル・スカルの王国』
- 最低功績賞：『ウーヴェ・ボル』

### 2009年（第30回）
- 最低作品賞：『トランスフォーマー/リベンジ』
- 最低男優賞：ジョナス・ブラザーズ全員（『ジョナス・ブラザーズ ザ・コンサート 3D』）
- 最低女優賞：サンドラ・ブロック（『ウルトラ I LOVE YOU!』）
- 最低助演男優賞：ビリー・レイ・サイラス（『ハンナ・モンタナ/ザ・ムービー』）
- 最低助演女優賞：シエナ・ミラー（『G.I.ジョー』）
- 最低スクリーンカップル賞：サンドラ・ブロック&ブラッドリー・クーパー（『ウルトラ I LOVE YOU!』）
- 最低監督賞：マイケル・ベイ（『トランスフォーマー/リベンジ』）
- 最低脚本賞：アレックス・カーツマン、ロベルト・オーチー、アーレン・クルーガー（『トランスフォーマー/リベンジ』）
- 最低リメイク及び続編賞：『マーシャル博士の恐竜ランド』（1970年代に放送されたテレビシリーズ『Land of the Lost』を映画化）

#### 2000年代最低賞
- 2000年代最低作品賞：『バトルフィールド・アース』[注 5]
- 2000年代最低男優賞：エディ・マーフィ（『プルート・ナッシュ』『アイ・スパイ』『エディ・マーフィの劇的1週間』『デイブは宇宙船』『マッド・ファット・ワイフ』『ショウタイム』）
- 2000年代最低女優賞：パリス・ヒルトン（『The Hottie and the Nottie』『蝋人形の館』『REPO! レポ』）

### 2010年（第31回）
- 最低作品賞：『エアベンダー』
- 最低男優賞：アシュトン・カッチャー（『キス&キル』『バレンタインデー』）
- 最低女優賞：サラ・ジェシカ・パーカー、キム・キャトラル、クリスティン・デイヴィス、シンシア・ニクソン（『セックス・アンド・ザ・シティ2』）
- 最低助演男優賞：ジャクソン・ラスボーン（『エアベンダー』『エクリプス/トワイライト・サーガ』）
- 最低助演女優賞：ジェシカ・アルバ（『キラー・インサイド・ミー』『ミート・ザ・ペアレンツ3』『マチェーテ』『バレンタインデー』）
- 最低スクリーンカップル・アンサンブル賞：『セックス・アンド・ザ・シティ2』の全キャスト
- 最低監督賞：M・ナイト・シャマラン（『エアベンダー』）
- 最低脚本賞：『エアベンダー』（脚本：M・ナイト・シャマラン、キャラクター創造：マイケル・ダンテ・ディマーティノ&ブライアン・コニーツコ『アバター 伝説の少年アン』）
- 最低前日譚・リメイク・盗作・続編賞：『セックス・アンド・ザ・シティ2』
- 最も3Dの使い方が間違っていて目に悪い映画賞：『エアベンダー』

### 2011年（第32回）
- 最低作品賞：『ジャックとジル』
- 最低監督賞：デニス・デューガン（『ジャックとジル』『ウソツキは結婚のはじまり』）
- 最低主演男優賞：アダム・サンドラー（『ジャックとジル』『ウソツキは結婚のはじまり』）
- 最低主演女優賞：アダム・サンドラー（『ジャックとジル』の女性ジル役として）
- 最低助演男優賞：アル・パチーノ（『ジャックとジル』）
- 最低助演女優賞：デヴィッド・スペード（『ジャックとジル』の女性モニカ役として）
- 最低スクリーンカップル賞：アダム・サンドラー&ケイティ・ホームズまたはアル・パチーノまたはアダム・サンドラー（『ジャックとジル』）
- 最低スクリーンアンサンブル賞：『ジャックとジル』の全キャスト
- 最低前日譚・リメイク・盗作・続編賞：『ジャックとジル』（『グレンとグレンダ』の盗作）
- 最低脚本賞：スティーヴ・コレン、アダム・サンドラー（『ジャックとジル』)

### 2012年（第33回）
- 最低作品賞：『トワイライト・サーガ/ブレイキング・ドーン Part2』
- 最低主演男優賞：アダム・サンドラー（『俺のムスコ』）
- 最低主演女優賞：クリステン・スチュワート（『スノーホワイト』『トワイライト・サーガ/ブレイキング・ドーン Part2』）
- 最低助演男優賞：テイラー・ロートナー（『トワイライト・サーガ/ブレイキング・ドーン Part2』）
- 最低助演女優賞：リアーナ（『バトルシップ』）
- 最低スクリーンカップル賞：マッケンジー・フォイ&テイラー・ロートナー（『トワイライト・サーガ/ブレイキング・ドーン Part2』）
- 最低前日譚・リメイク・盗作・続編賞：『トワイライト・サーガ/ブレイキング・ドーン Part2』
- 最低監督賞：ビル・コンドン（『トワイライト・サーガ/ブレイキング・ドーン Part2』）
- 最低脚本賞：デヴィッド・キャスパー（『俺のムスコ』）
- 最低スクリーンアンサンブル賞：『トワイライト・サーガ/ブレイキング・ドーン Part2』のキャスト

### 2013年（第34回）
- 最低作品賞：『ムービー43』
- 最低主演男優賞：ジェイデン・スミス（『アフター・アース』）
- 最低主演女優賞：タイラー・ペリー（『A Madea Christmas』）
- 最低助演男優賞：ウィル・スミス（『アフター・アース』）
- 最低助演女優賞：キム・カーダシアン（『Temptation: Confessions of a Marriage Counselor』）
- 最低スクリーンコンボ賞：ジェイデン・スミス&ウィル・スミス（『アフター・アース』）
- 最低リメイク・盗作・続編賞：『ローン・レンジャー』
- 最低監督賞：『ムービー43』を監督した13人
- 最低脚本賞：『ムービー43』の脚本を書いた21人

### 2014年（第35回）
- 最低作品賞：『Saving Christmas』
- 最低主演男優賞：カーク・キャメロン（『Saving Christmas』）
- 最低主演女優賞：キャメロン・ディアス（『SEXテープ』『ダメ男に復讐する方法』）
- 最低助演男優賞：ケルシー・グラマー（『エクスペンダブルズ3 ワールドミッション』『オズ めざせ!エメラルドの国へ』『ベガス流 ヴァージンロードへの道』『トランスフォーマー/ロストエイジ』）
- 最低助演女優賞：ミーガン・フォックス（『ミュータント・タートルズ』）
- 最低監督賞：マイケル・ベイ（『トランスフォーマー/ロストエイジ』）
- 最低スクリーンコンボ賞：カーク・キャメロン＆彼のエゴ （『Saving Christmas』）
- 最低脚本賞：『Saving Christmas』
- 最低リメイク・パクリ・続編賞：『ANNIE/アニー』
- 名誉挽回賞：ベン・アフレック（『ゴーン・ガール』）

### 2015年（第36回）
- 最低作品賞：『フィフティ・シェイズ・オブ・グレイ』『ファンタスティック・フォー』[6]
- 最低主演男優賞：ジェイミー・ドーナン（『フィフティ・シェイズ・オブ・グレイ』）[6]
- 最低主演女優賞：ダコタ・ジョンソン（『フィフティ・シェイズ・オブ・グレイ』）[6]
- 最低助演男優賞：エディ・レッドメイン（『ジュピター』）[6]
- 最低助演女優賞：ケイリー・クオコ（『アルビン4 それいけ!シマリス大作戦』『ベストマン -シャイな花婿と壮大なる悪夢の2週間-』）[6]
- 最低映画監督賞：ジョシュ・トランク（『ファンタスティック・フォー』）[6]
- 最低リメイク・パクリ・続編映画賞：『ファンタスティック・フォー』[6]
- 最低スクリーンコンボ賞：ジェイミー・ドーナン&ダコタ・ジョンソン（『フィフティ・シェイズ・オブ・グレイ』）[6]
- 最低脚本賞：『フィフティ・シェイズ・オブ・グレイ』[6]
- 名誉挽回賞：シルヴェスター・スタローン（『クリード チャンプを継ぐ男』）[6]
- バリー・L・バムステッド賞：『United Passions』[7]

### 2016年（第37回）
- 最低作品賞：『ヒラリーのアメリカ、民主党の秘密の歴史』[8]
- 最低主演男優賞：ディネシュ・ドゥスーザ（『ヒラリーのアメリカ、民主党の秘密の歴史』）[8]
- 最低主演女優賞：ベッキー・ターナー（『ヒラリーのアメリカ、民主党の秘密の歴史』）[8]
- 最低助演男優賞：ジェシー・アイゼンバーグ（『バットマン vs スーパーマン ジャスティスの誕生』）[8]
- 最低助演女優賞：クリステン・ウィグ（『ズーランダー NO.2』）[8]
- 最低映画監督賞：ディネシュ・ドゥスーザ&ブルース・スクーリー（『ヒラリーのアメリカ、民主党の秘密の歴史』）[8]
- 最低リメイク・パクリ・続編映画賞：『バットマン vs スーパーマン ジャスティスの誕生』[8]
- 最低スクリーンコンボ賞：ベン・アフレックとその永遠に最悪な敵ヘンリー・カヴィル（『バットマン vs スーパーマン ジャスティスの誕生』）[8]
- 最低脚本賞：『バットマン vs スーパーマン ジャスティスの誕生』[8]
- 名誉挽回賞：メル・ギブソン（『ハクソー・リッジ』）[8]
- バリー・L・バムステッド賞：『ブラック・ファイル 野心の代償』[9]

### 2017年（第38回）
- 最低作品賞：『絵文字の国のジーン』
- 最低主演男優賞：トム・クルーズ（『ザ・マミー/呪われた砂漠の王女』）
- 最低主演女優賞：タイラー・ペリー（『Tyler Perry's Boo 2! A Madea Halloween』）
- 最低助演男優賞：メル・ギブソン（『パパVS新しいパパ2』）
- 最低助演女優賞：キム・ベイシンガー（『フィフティ・シェイズ・ダーカー』）
- 最低映画監督賞：トニー・レオンディス（『絵文字の国のジーン』）
- 最低リメイク・パクリ・続編映画賞：『フィフティ・シェイズ・ダーカー』
- 最低スクリーンコンボ賞：不快な絵文字のあらゆる組み合わせ（『絵文字の国のジーン』）[10]
- 最低脚本賞：『絵文字の国のジーン』
- Rotten Tomatoes特別賞[10]「ひどすぎて逆に大好きになったで賞」：『ベイウォッチ』[11]
- 名誉挽回賞：安全なハリウッドの聖域（才能が保護・育成され、適切な報酬による活躍が可能な場所）[12]
- バリー・L・バムステッド賞：『チップス 白バイ野郎ジョン&パンチ再起動!?』

### 2018年（第39回）
- 最低作品賞：『俺たちホームズ&ワトソン』[13]
- 最低主演男優賞：ドナルド・トランプ（『Death of a Nation』『華氏119』）[13]
- 最低主演女優賞：メリッサ・マッカーシー（『パペット大騒査線 追憶の紫影』『ライフ・オブ・ザ・パーティー』）[13]
- 最低助演男優賞：ジョン・C・ライリー（『俺たちホームズ&ワトソン』）[13]
- 最低助演女優賞：ケリーアン・コンウェイ（『華氏119』）[13]
- 最低映画監督賞：イータン・コーエン（『俺たちホームズ&ワトソン』）[13]
- 最低リメイク・パクリ・続編映画賞：『俺たちホームズ&ワトソン』[13]
- 最低スクリーンコンボ賞：ドナルド・トランプと彼の尽きない卑小さ（『Death of a Nation』『華氏119』）[13]
- 最低脚本賞：『フィフティ・シェイズ・フリード』[13]
- 名誉挽回賞：メリッサ・マッカーシー（『ある女流作家の罪と罰』）[13]
- バリー・L・バムステッド賞：『ビリオネア・ボーイズ・クラブ』[13]

### 2019年（第40回）
2020年3月14日に予定されていた授賞式は新型コロナウイルス感染症流行の影響で中止となり、最低賞は3月16日に財団のYouTubeチャンネルで発表された。
- 最低作品賞：『キャッツ』
- 最低映画監督賞：トム・フーパー（『キャッツ』）
- 最低主演男優賞：ジョン・トラボルタ（『ザ・ファナティック en:The Fanatic (2019 film)』『ワイルド・レース en:Trading Paint』）
- 最低主演女優賞：ヒラリー・ダフ（『ハリウッド1969 シャロン・テートの亡霊』）
- 最低助演男優賞：ジェームズ・コーデン（『キャッツ』）
- 最低助演女優賞：レベル・ウィルソン（『キャッツ』）
- 最低リメイク・パクリ・続編映画賞：『ランボー ラスト・ブラッド』
- 最低スクリーンコンボ賞：全ての半猫/半人の毛玉コンビ（『キャッツ』）
- 最低脚本賞：『キャッツ』
- 名誉挽回賞：エディ・マーフィ（『ルディ・レイ・ムーア』）
- 人命・公共財軽視の無謀さに対する最低賞：『ランボー ラスト・ブラッド』

### 2020年（第41回）
- 最低作品賞：『Absolute Proof』[15]
- 最低映画監督賞：シーア（『ライフ・ウィズ・ミュージック』）[15]
- 最低主演男優賞：マイク・リンデル（『Absolute Proof』）[15]
- 最低主演女優賞：ケイト・ハドソン（『ライフ・ウィズ・ミュージック』）[15]
- 最低助演男優賞：ルドルフ・ジュリアーニ（『続・ボラット 栄光ナル国家だったカザフスタンのためのアメリカ貢ぎ物計画』）[15]
- 最低助演女優賞：マディー・ジーグラー（『ライフ・ウィズ・ミュージック』）[15]
- 最低リメイク・パクリ・続編映画賞：『ドクター・ドリトル』[15]
- 最低スクリーンコンボ賞：ルドルフ・ジュリアーニと彼のズボンのチャック[15]
- 最低脚本賞：『愛は、365の日々で』[15]
- 史上最悪のカレンダー・イヤーにガバナーズ特別賞：2020年[16]

### 2021年（第42回）
- 最低映画賞：『ダイアナ：ザ・ミュージカル』
- 最低主演男優賞：レブロン・ジェームズ（『スペース・プレイヤーズ』)
- 最低主演女優賞：ジーナ・デ・ヴァール（『ダイアナ：ザ・ミュージカル』)
- 最低助演男優賞：ジャレッド・レト（『ハウス・オブ・グッチ』)
- 最低助演女優賞：ジュディ・ケイ（『ダイアナ　ザ・ミュージカル』)
- ブルース・ウィリスの最低演技賞2021（特別賞）：ブルース・ウィリス（『コズミック・シン』)
- 最低スクリーンカップル賞：レブロン・ジェームズ&彼がドリブルしたワーナーのカートゥーンキャラクター（もしくはタイム・ワーナーの製品）（『スペース・プレイヤーズ』)
- 最低監督賞：クリストファー・アシュレイ（『ダイアナ：ザ・ミュージカル』)
- 最低脚本賞：ジョー・ディピエトロ（『ダイアナ：ザ・ミュージカル』)
- 最低リメイク・パクリ・続編賞：『スペース・プレイヤーズ』

### 2022年（第43回）
- 最低作品賞：『ブロンド』
- 最低主演男優賞：ジャレッド・レトー（『モービウス』）
- 最低主演女優賞：第43回ラジー賞におけるノミネーションの失敗
- 最低助演男優賞：トム・ハンクス（『エルヴィス』)
- 最低助演女優賞：アドリア・アルホ（『モービウス』）
- 最低スクリーン・コンボ賞：トム・ハンクス&ラテックスたっぷりの顔（&滑稽なアクセント）（『エルヴィス』)
- 最低序章&リメイク&盗作&続編賞：『ピノキオ』（デル・トロ監督作ではない方の）
- 最低監督賞：コルソン・ベイカー（マシン・ガン・ケリー）&モッド・サン（『グッド・モウニング／人生最悪のハイな1日』)
- 最低脚本賞：『ブロンド』
- 救済賞：コリン・ファレル：2004年度ラジー賞最低主演男優賞ノミネートから2022年度アカデミー賞主演男優賞の有力候補

### 2023年（第44回）
- 最低作品賞：『プー あくまのくまさん』
- 最低主演男優賞：ジョン・ヴォイト『マーシー』
- 最低主演女優賞：ミーガン・フォックス『バトル・オブ・ザ・キラーズ』
- 最低助演女優賞：ミーガン・フォックス『エクスペンダブルズ ニューブラッド』
- 最低助演男優賞：シルヴェスター・スタローン『エクスペンダブルズ ニューブラッド』
- 最低スクリーンカップル賞：血に飢えた切り裂き魔／殺人鬼としてのプー&ピグレッド『プー あくまのくまさん』
- 最低リメイク、パクリ、続編賞：『プー あくまのくまさん』
- 最低監督賞：リース・ウォーターフィールド『プー あくまのくまさん』
- 最低脚本賞：『プー あくまのくまさん』
- ラジー名誉挽回賞：フラン・ドレシャー（1998年に最低主演女優賞にノミネートされた、現SAG / AFTRA（全米映画俳優組合）会長のフラン・ドレシャーは、俳優組合を見事に導き、2023年の長期にわたるストライキを成功裏に終結させた）

### 2024年（第45回）
- 最低作品賞：『マダム・ウェブ』
- 最低主演男優賞：ジェリー・サインフェルド『アンフロステッド: ポップタルトをめぐる物語』
- 最低主演女優賞：ダコタ・ジョンソン『マダム・ウェブ』
- 最低助演男優賞：ジョン・ヴォイト『メガロポリス』『レーガン』『Shadow Land』『Strangers』
- 最低助演女優賞：エイミー・シューマー『アンフロステッド: ポップタルトをめぐる物語』
- 最低スクリーンコンボ賞：ホアキン・フェニックス & レディー・ガガ『ジョーカー:フォリ・ア・ドゥ』
- 最低前日譚・リメイク・盗作・続編賞：『ジョーカー:フォリ・ア・ドゥ』
- 最低監督賞：フランシス・フォード・コッポラ『メガロポリス』
- 最低脚本賞：『マダム・ウェブ』
- 名誉挽回賞：パメラ・アンダーソン『The Last Showgirl』

## 子役のノミネートに対する批判
2023年度のラズベリー賞の「最低女優賞」候補として、映画『炎の少女チャーリー』で当時12歳で主演した子役ライアン・キーラ・アームストロングが選ばれたことが1月に発表された。これに対し、「まだ幼い子役をネガティヴな意味合いの賞の候補にする」という点で物議をかもし各方面から批判の声が相次いだ。『ワンダヴィジョン』などに出演する子役のジュリアン・ヒリアードも「そもそもラジー賞は意地悪な賞だけど、子どもをノミネートするのは間違っている。なぜ、子どもをいじめのリスクにさらすのか」とTwitterで苦言と疑問を呈し、映画監督のジョー・ルッソも「人々のがんばりを侮辱し続けるのであれば（するべきではないが）、ターゲットは大人であるべきだ」と怒りの声を上げた。
これに応じ、ラジー賞共同創設者のジョン・ウィルソンは同月の25日に声明を発表し「自分たちがどれほど無神経だったかに気付くきっかけとなった」と述べて陳謝した。同時にアームストロングを候補から外すと共に18歳未満の俳優やフィルムメーカーは候補の対象外とすると発表しつつ「我々は誰かのキャリアをつぶすつもりはない」と釈明した。
なお、子役のノミネートはこれが初めての事ではなく、これ以前にもマコーレー・カルキンが1994年に『リッチー・リッチ』等の出演に際して「最低男優賞」候補としてノミネートされている。また、1999年公開の『スター・ウォーズ エピソードI／ファントム・メナス』において、当時8歳でアナキン・スカイウォーカーを演じたジェイク・ロイドは、同作への出演で「最低助演男優賞」にノミネートされたことが原因で学校で陰湿ないじめに遭い、引退に追い込まれた顛末を明かしている。

## 類似する賞
- スティンカーズ最悪映画賞（英語版）
本賞よりも先の1978年に創設されたが、2006年度を最後に発表を終えている。
- 文春きいちご賞（2004年 - 2007年）
『週刊文春』主催の本賞の日本版。
- 蛇いちご賞（2004年 - 2011年）
『スポーツ報知』主催の本賞の日本版。
- HIHOはくさい映画賞（ 2007年 - 2019年）
『映画秘宝』主催の本賞の日本版。
- TSSAラズベリー賞（2010年 - 2014年）
LGBTのイベントTokyo SuperStar Awards（TSSA）が主宰する賞の一つ。